# Fremont (Ohio)
Pour les articles homonymes, voir Fremont.
Fremont est une ville de l'État de l'Ohio, aux États-Unis. Elle est le siège du comté de Sandusky.

## Géographie
Selon les données du Bureau du recensement des États-Unis, Fremont a une superficie de 20,0 km2 (soit 7,72 mi2) dont 19,5 km2 (soit 7,53 mi2) en surfaces terrestres et 0,6 km2 (soit 0,2 mi2) en surfaces aquatiques.

## Transports
- Aéroport de Fremont

## Personnalité liée à la ville
- Robert Knepper (1959-), acteur
- Rutherford B. Hayes, 19ème président des États-Unis, y est enterré